# Région de Gendarmerie de Provence-Alpes-Côte d'Azur
La Région de Gendarmerie de Provence-Alpes-Côte d'Azur (RPACA) est une entité militaire implantée dans le sud-est de la France et qui regroupe deux niveaux de commandement de la Gendarmerie nationale :
- Commandement des unités de la gendarmerie départementale basées dans la région administrative de Provence-Alpes-Côte d'Azur soit 6 groupements de Gendarmerie départementale (GGD). C'est l'un des 13 commandements régionaux que compte la France métropolitaine.
- Commandement des unités de la gendarmerie mobile implantées dans l'ensemble la Zone de défense et de sécurité Sud (les 3 régions administratives : Corse, Occitanie, Provence-Alpes-Côte d'Azur), soit 3 groupements de Gendarmerie mobile (GGM). Ce deuxième commandement est exercé car la région est également le siège de l'une des 7 zones de défense et de sécurité que compte la France métropolitaine[2].

L'officier général commandant la région est subordonné au Directeur général de la Gendarmerie nationale.

## Organisation

### Gendarmerie départementale
En 2022, les formations principales sont une Section de Recherche (SR) et les six Groupements de Gendarmerie Départementale (GGD) correspondant aux six départements composant la région Provence-Alpes-Côte d'Azur.
Chaque groupement a autorité sur plusieurs compagnies de Gendarmerie départementale (CGD), un escadron départemental de sécurité routière (EDSR) et une maison de protection des familles (MPF). En raison de leurs géographies, certains groupements peuvent se voir subordonner d'autres unités spécialisées. En effet, la région Provence-Alpes-Côte d'Azur étant montagneuse mais également bordée par la mer Méditerranée, elle compte quatre brigades nautiques (BN), dont deux font partie d'une communauté de brigades nautiques et fluviales (CBNF) et trois pelotons de haute-montagne (PGHM). Enfin, un peloton spécialisé de protection (PSPG) est chargé de la sécurité du centre CEA de Cadarache.
- Région de Gendarmerie de Provence-Alpes-Côte d'Azur (RGPACA)
  - Section de recherches de Marseille
  - Groupement de Gendarmerie départementale des Alpes-de-Haute-Provence (GGD 04)[3]
    - Compagnie de Gendarmerie départementale de Barcelonnette
    - Compagnie de Gendarmerie départementale de Castellane
    - Compagnie de Gendarmerie départementale de Digne-les-Bains
    - Compagnie de Gendarmerie départementale de Forcalquier
    - Escadron Départemental de Sécurité Routière des Alpes-de-Haute-Provence (EDSR 04)
    - Maison de Protection des Familles  des Alpes-de-Haute-Provence (MPF 04)
    - Peloton de Gendarmerie de Haute-Montagne de Jausiers

  - Groupement de Gendarmerie départementale des Hautes-Alpes (GGD 05)
  - Groupement de Gendarmerie départementale des Alpes-Maritimes (GGD 06)
  - Groupement de Gendarmerie départementale des Bouches-du-Rhône (GGD 13)[4]
    - Communauté de brigades nautiques et fluviales de Martigues
      - Brigade nautique de Martigues
      - Brigade fluviale et nautique de Port-Saint-Louis-du-Rhône

    - Compagnie de Gendarmerie départementale d'Aix-en-Provence
    - Compagnie de Gendarmerie départementale d'Aubagne
    - Compagnie de Gendarmerie départementale d'Arles
    - Compagnie de Gendarmerie départementale d'Istres
    - Compagnie de Gendarmerie départementale de Salon-de-Provence
    - Escadron Départemental de Sécurité Routière des Bouches-du-Rhône (EDSR 13)
    - Maison de Protection des Familles des Bouches-du-Rhône (MPF 13)
    - Peloton Spécialisé de Protection de la Gendarmerie de Cadarache

  - Groupement de Gendarmerie départementale du Var (GGD 83)[5]
    - Brigade nautique du Lavandou[6]
    - Brigade nautique des Issambres[7]
    - Compagnie de Gendarmerie départementale de Brignoles
    - Compagnie de Gendarmerie départementale de Draguignan
    - Compagnie de Gendarmerie départementale de Gassin
    - Compagnie de Gendarmerie départementale de Hyères
    - Compagnie de Gendarmerie départementale de La Valette-du-Var
    - Escadron Départemental de Sécurité Routière du Var (EDSR 83)
    - Maison de Protection des Familles du Var (MPF 83)[8]

  - Groupement de Gendarmerie départementale du Vaucluse (GGD 84)[9]
    - Compagnie de Gendarmerie départementale d'Avignon
    - Compagnie de Gendarmerie départementale de Carpentras
    - Compagnie de Gendarmerie départementale d'Orange
    - Compagnie de Gendarmerie départementale du Pertuis
    - Escadron Départemental de Sécurité Routière du Vaucluse (EDSR 84)
    - Maison de Protection des Familles du Vaucluse (MPF 84)

### Gendarmerie mobile

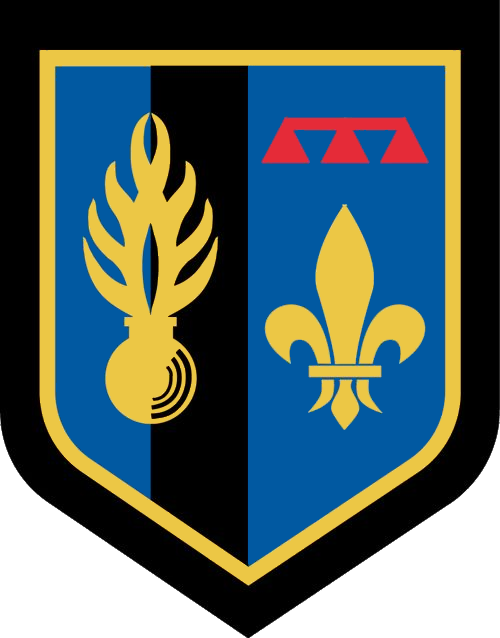
Ecusson porté par les gendarmes mobiles implantés dans la zone de défense et de sécurité Sud.

Les unités de gendarmerie mobile sont constituées de 16 escadrons répartis dans 3 groupements, implantés dans les régions Provence-Alpes-Côte d'Azur et Occitanie de la zone de défense et de sécurité Sud dont le siège est à Marseille.
- Région de Gendarmerie de Provence-Alpes-Côte d'Azur (RGPACA)
  - Groupement I/6 de Gendarmerie mobile (GGM I/6) à Nîmes (Gard)
    - Escadron 11/6 de Gendarmerie mobile (EGM 11/6) à Marseille (Bouches-du-Rhône)
    - Escadron 12/6 de Gendarmerie mobile (EGM 12/6) à Lodève (Hérault)
    - Escadron 14/6 de Gendarmerie mobile (EGM 14/6) à Perpignan (Pyrénées-Orientales)
    - Escadron 15/6 de Gendarmerie mobile (EGM 15/6) à Nîmes (Gard)
    - Escadron 16/6 de Gendarmerie mobile (EGM 16/6) à Orange (Vaucluse)

  - Groupement II/6 de Gendarmerie mobile (GGM II/6) à Hyères (Var)
    - Escadron 21/6 de Gendarmerie mobile (EGM 21/6) à Hyères (Var)
    - Escadron 22/6 de Gendarmerie mobile (EGM 22/6) à Hyères (Var)
    - Escadron 23/6 de Gendarmerie mobile (EGM 23/6) à Grasse (Alpes-Maritimes)
    - Escadron 24/6 de Gendarmerie mobile (EGM 24/6) à Antibes (Alpes-Maritimes)
    - Escadron 25/6 de Gendarmerie mobile (EGM 25/6) à Digne-les-Bains (Alpes-de-Haute-Provence)
    - Escadron 26/6 de Gendarmerie mobile (EGM 26/6) à Gap (Hautes-Alpes)

  - Groupement III/6 de Gendarmerie mobile (GGM III/6) à Toulouse (Haute-Garonne)
    - Escadron 31/6 de Gendarmerie mobile (EGM 31/6) à Toulouse (Haute-Garonne)
    - Escadron 32/6 de Gendarmerie mobile (EGM 32/6) à Mirande (Gers)
    - Escadron 33/6 de Gendarmerie mobile (EGM 33/6) à Pamiers (Ariège)
    - Escadron 34/6 de Gendarmerie mobile (EGM 34/6) à Saint-Gaudens (Haute-Garonne)
    - Escadron 35/6 de Gendarmerie mobile (EGM 35/6) à Tarbes (Hautes-Pyrénées)

### Unités implantées et rattachées pour emploi
Les unités du groupement des forces aériennes de Gendarmerie Sud (GFAG Sud) sont placées sous l'autorité du commandant des forces aériennes de la Gendarmerie (CFAGN) de Vélizy-Villacoublay, et pour emploi auprès du commandant de région de Gendarmerie PACA. Elles sont composées des détachements aériens (DAG) d'Ajaccio (Corse-du-Sud), Hyères (Var), Montpellier (Hérault), Digne-les-Bains (Alpes-de-Haute-Provence), Briançon (Hautes-Alpes), Toulouse, Toulouse (Haute-Garonne), Tarbes (Hautes-Pyrénées) et Pamiers (Ariège).

## Écusson
Les gendarmes départementaux de la RGPACA portent un écusson combinant les armoiries du comté de Nice et de la Provence angevine.
Les armoiries de la Provence angevine sont également présentes sur l'écusson porté par les gendarmes mobiles implantés dans la zone de défense et de sécurité Sud.

Armoirie du comté de Nice.
Armoirie de la Provence.

## Appellations
Depuis sa création, la région de Gendarmerie de Provence-Alpes-Côte d'Azur a reçu plusieurs appellations en raison des différentes réorganisations opérées au sein de la Gendarmerie :
- 9e Légion de Gendarmerie départementale (9e LGD) : 1946-1967
- Circonscription Régionale de Gendarmerie Provence-Côte d’Azur : 1967-1979
- Légion de Gendarmerie de Provence-Alpes-Côte d’Azur : 1979-1991
- Légion de Gendarmerie départementale de Provence-Alpes-Côte d’Azur : 1991-2005
- Région de Gendarmerie de Provence-Alpes-Côte d’Azur : depuis 2005

## Culture populaire
Dans la célèbre série Le Gendarme, l'acteur principal, Louis de Funès, joue le rôle d'un gendarme de la brigade de Gendarmerie de Saint-Tropez. Dans les 2 premiers films de la série, tournés en 1964 et 1965, les protagonistes portent l'insigne de la 9e Légion de Gendarmerie départementale. À partir de la scène finale du film le Gendarme se marie, tourné en 1968, l'écusson devient celui qui est toujours porté, aujourd'hui, par les gendarmes de la région PACA.